# Gay Star News
Gay Star News (GSN) fue un sitio web de noticias centrado en eventos relacionados y relacionados con la comunidad global LGBTI (lesbianas, gays, bisexuales, transgénero e intersexuales). Con sede en el Reino Unido, era de propiedad privada y fue fundado por Tris Reid-Smith y Scott Nunn en diciembre de 2011.
El sitio informaba sobre noticias de última hora en política internacional, religión, negocios, crimen, entretenimiento y estilo de vida; también presenta entrevistas con miembros de la comunidad LGBTI. Un equipo de reporteros profesionales con base internacional maneja las historias del día a día, pero el sitio también incluye artículos de activistas LGBTI, autónomos, blogueros, académicos, historiadores, celebridades y personas destacadas.
El sitio incluía secciones de "noticias destacadas", "entretenimiento", "reportajes", "viajes", "GSN ama" y "comentarios", "Negocios", "Familia", "Apoyo" y "Orgullos y festivales". Los lectores pueden publicar comentarios, compartir y dar me gusta a historias para mostrarlas en redes sociales en línea, incluidas Facebook, Instagram, Twitter, YouTube, Weibo y LinkedIn.
El 30 de julio de 2019, GSN anunció que cerraría después de casi ocho años debido a la caída de los ingresos debido a la incapacidad de monetizar. Sin embargo, tras la adquisición de la propiedad intelectual de GSN por parte de Iconic Labs, se reanudó la publicación; no obstante, el sitio web principal ya no existe desde el 17 de septiembre de 2023.

## Historia
Gay Star News se puso en marcha con el respaldo de los inversores Goldman Sachs, PricewaterhouseCoopers y National Australia Bank el 16 de enero de 2012. Stephen Fry luego tuiteó su apoyo a sus 3,7 millones de seguidores, y Gay Star News le atribuye la publicidad de su sitio con regularidad.
En 2012, el sitio ganó el premio Stonewall UK a la publicación del año.
La política editorial de Gay Star News es publicar medios pro-LGBTI sin activismo. Los anunciantes más habituales en el sitio eran: Fondo Internacional para el Bienestar Animal, seguro Direct Line, Lufthansa Airways, Travelex, Lloyds Bank, Smirnoff, Blued, Manchester United, late night rooms, Alfa Romeo, Heathrow, Snickers, Hoseasons, nude wines, npower , Fujitsu, la cooperativa, la London Women's Clinic, Knight Frank, DigitasLBI y varios grupos de apoyo al orgullo.
En 2016, Gay Star News lanzó Digital Pride, un programa anual de una semana de duración con debates en línea, artículos y eventos en video para promover el Orgullo LGBTI en todo el mundo, particularmente entre aquellos en países que enfrentan opresión.